# Mallosia jakovlevi
Mallosia jakovlevi là một loài bọ cánh cứng trong họ Cerambycidae.